# Sandra Eriksson
Sandra Elisabet Eriksson, född 4 juni 1989 i Nykarleby, är en finländsk hinderlöpare. Hennes personbästa på 9.24,70 är finländskt rekord. Hon representerade IF Nykarlebynejden tills 2013 och sedan dess tävlar hon för IK Falken.
Eriksson har vunnit 10 raka mästerskap på 3000 meter hinder i finländska mästerskapen i friidrott och år 2010 vann hon även 1500 meter och 5000 meter. Hon slog det finländska rekordet på 3000 meter hinder 8 september 2013 i Stockholm med 9.38,38 och förbättrade rekordet först till 9.34,71 den 15 juni 2014 i Lahtis och sedan till 9.24,70 den 12 juli 2014 i Diamond League-galan i Glasgow.
Sandra Eriksson har tre gånger utsetts till årets friidrottare av Svenska Finlands Idrottsförbund.

## Resultat i internationella mästerskap
| Tävling                                   | Placering   | Resultat |
| ----------------------------------------- | ----------- | -------- |
| Junioreuropamästerskapen i friidrott 2007 | 10          | 10.36,29 |
| Juniorvärldsmästerskapen i friidrott 2008 | 5           | 10.00,87 |
| U23-europamästerskapen i friidrott 2009   | 4           | 10.11,25 |
| Världsmästerskapen i friidrott 2009       | 9 i heat 3  | 9.46,62  |
| Europamästerskapen i friidrott 2010       | 7 i heat 1  | 9.55,73  |
| Världsmästerskapen i friidrott 2011       | 9 i heat 3  | 10.03,20 |
| Europamästerskapen i friidrott 2012       | 10          | 9.48,19  |
| Olympiska sommarspelen 2012               | 8 i heat 3  | 9.50,71  |
| Världsmästerskapen i friidrott 2013       | 8 i heat 1  | 9.45,57  |
| Olympiska sommarspelen 2016               | 15 i heat 2 | 9.56,77  |